# Safita
Safita (tiếng Ả Rập: صافيتا Ṣāfītā; Phoenician, Sōpūte) là một thành phố ở Tỉnh Tartous, tây bắc Syria, nằm ở phía đông nam của Tartous và phía tây bắc của Krak des Chevaliers. Nó nằm trên đỉnh của ba ngọn đồi và thung lũng giữa chúng, trong dãy núi ven biển Syria. Theo Cục Thống kê Trung ương Syria (CBS), Safita có dân số 20.301 trong cuộc điều tra dân số năm 2004.

## Lịch sử cổ đại
Safita nằm trên một địa điểm nơi phát hiện ra phần còn lại của khu định cư Phoenician. Các di tích khảo cổ tại địa điểm Tell Kazel được xác định là thành phố Sumen của Sumur được đề cập trong các thư Amarna.

## Các cuộc thập tự chinh

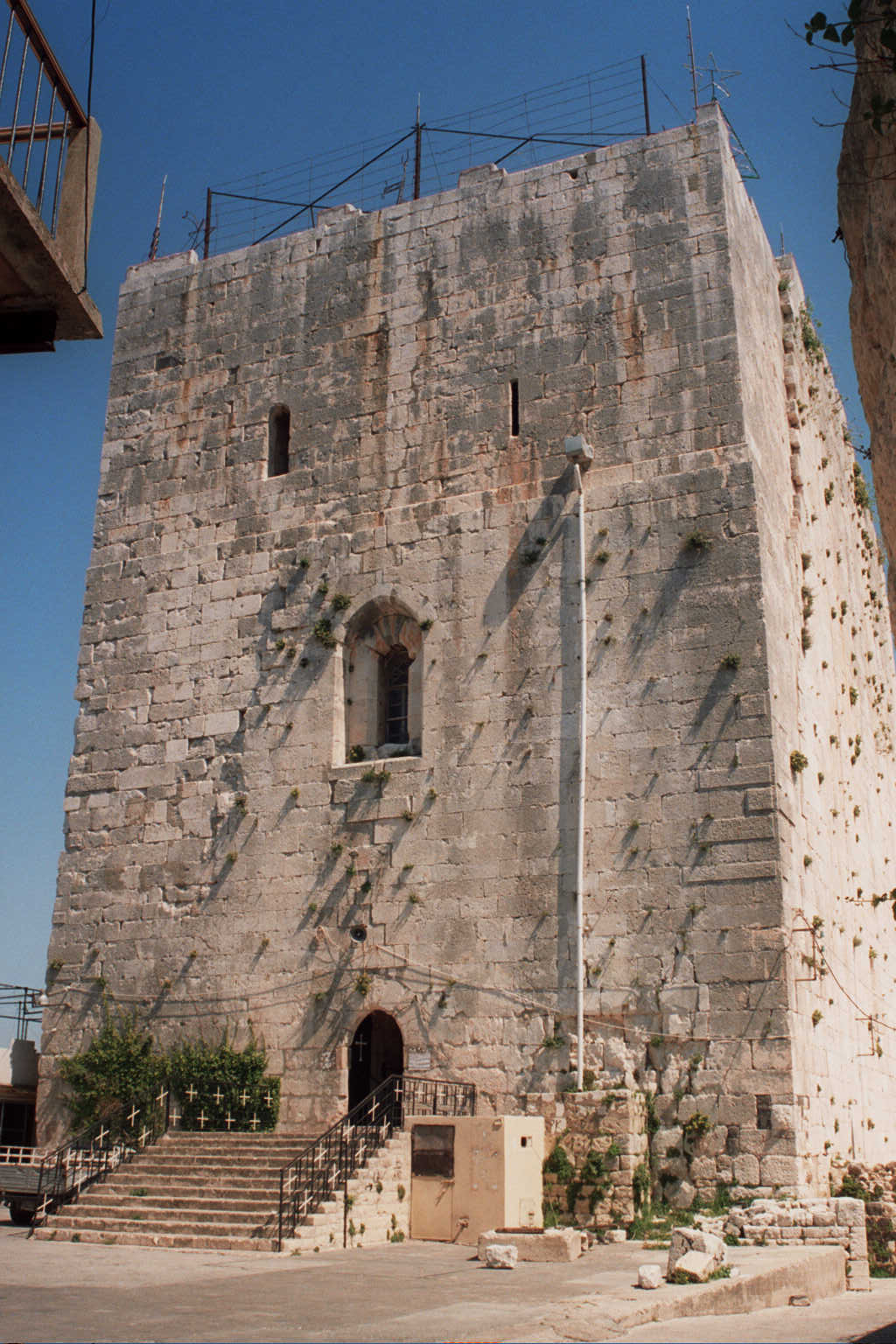
Chastel Blanc

Raymond IV, Bá tước xứ Toulouse, người thành lập Hạt Tripoli, đã chiếm giữ địa điểm có người Bedouin từ bộ lạc Banu Ammar. Các Hiệp sĩ Templar, vùng đất của khu vực được trao cho họ, đã xây dựng pháo đài ngày nay gọi là " Chastel Blanc ". Pháo đài nằm trên một điểm quan sát chiến lược, và từ đó nó duy trì giao tiếp bằng mắt với mạng lưới pháo đài của Dòng Templar, Arwad và Tartus trên bờ biển phía tây bắc, Chastel Rouge ở phía tây nam và Krak des Chevaliers ở phía đông nam. Mamluk Sultan Baibars đã tìm cách chiếm được Safita vào năm 1271 để trở thành dưới sự cai trị của người Hồi giáo.

## Các địa danh

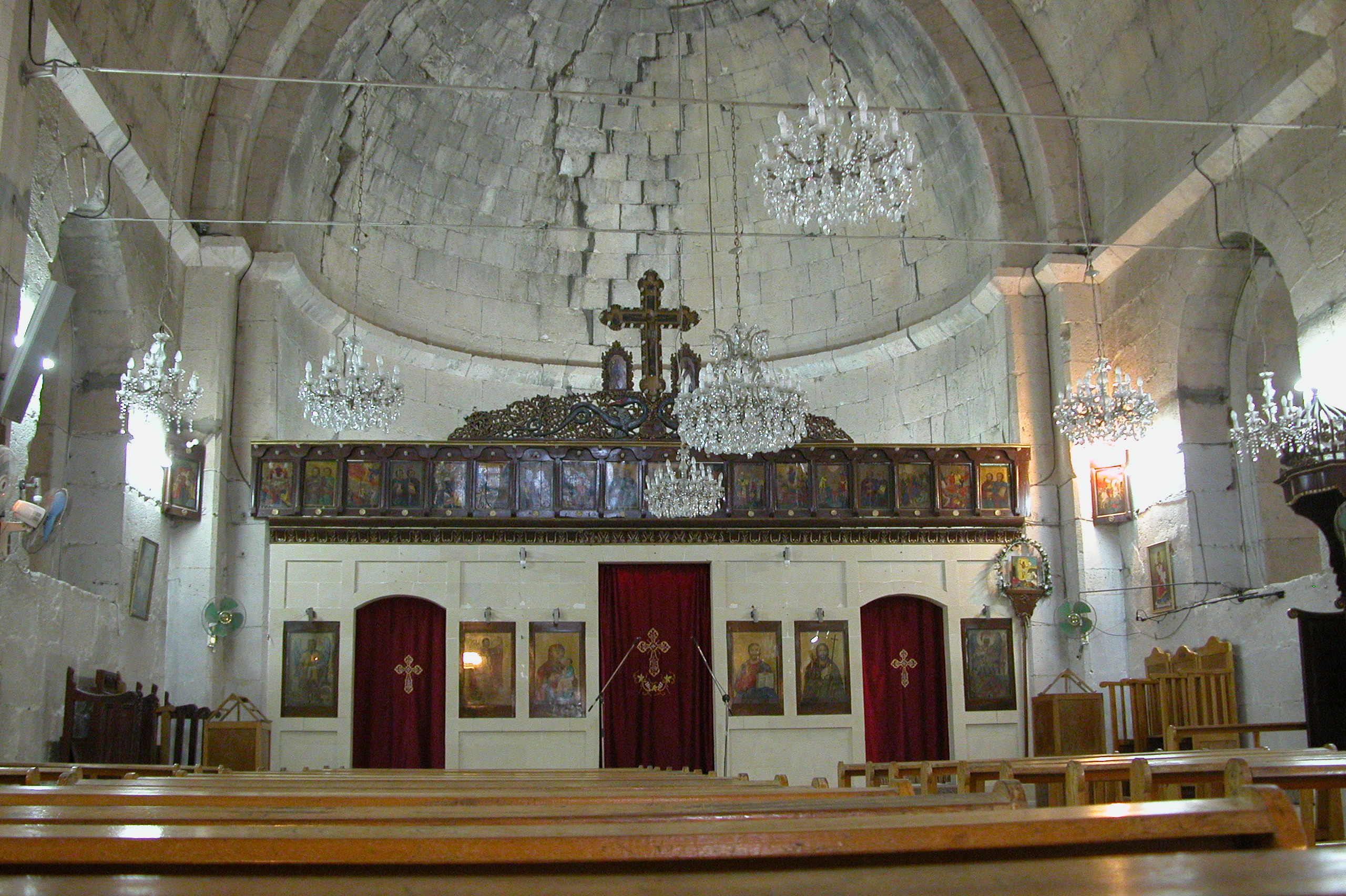
Nhà nguyện thánh Michael ở tầng trệt của Chastel Blanc.

Pháo đài Crusader " Chastel Blanc ", một tòa tháp vuông được xây dựng vào năm 1202, được bảo tồn tốt và cao tới 28 mét. Nó rộng 18 mét và dài 31 mét. Trong số các bức tường của nó, cao 3 mét, là một nhà nguyện dành riêng cho Thánh Michael và phục vụ cộng đồng Chính thống Hy Lạp của thành phố. Tầng thứ hai của tòa nhà, có thể lên cầu thang bằng đá, ban đầu được sử dụng làm ký túc xá và được chiếu sáng bằng các khe bắn. Bên dưới tòa tháp là một bể chứa nước được người dân trong pháo đài sử dụng.

## Thị trấn sinh đôi - thành phố chị em
- liên_kết=|viền Marrickville, Úc [3]
- liên_kết=|viền Melbourne, Úc